# エルフェンリート
『エルフェンリート』（elfen lied）は、岡本倫による日本の漫画作品。『週刊ヤングジャンプ』にて2002年27号より2005年39号まで週刊連載された。単行本は全12巻。

## 概要
単行本のカバーイラストやアニメDVD（国内販売）のパッケージを見る限りでは美少女が数多く登場する作品に見受けられるが（萌えは本作を構成する要素の1つとしては正しい）、同時に残酷なバイオレンスやスプラッターシーン、児童虐待、ヌードなどのエロスシーン、サイエンス・フィクション、加えてナンセンスなギャグまで描かれているのが本作の特徴である。アニメでのバイオレンスシーンはグロテスクかつリアルに描画されている。
また、根底には差別や孤独に対抗する人間性（humanity）や主人公の純愛が描かれており、アニメを監督した神戸守は、作品の解説として次のように述べている。「一人の人間の中でこれらのことは複雑に絡みあっている。平凡であることへの劣等感。他人との違いによる劣等感。同じ境遇の者への親近感。そして、救い。この作品は表面的にはお色気、ラブコメ、バイオレンスだが、本質は差別と救いであろう。社会問題にもなっている苛め、つまり差別はこの作品の中に詰まっている。誰しも救いは求めている。」

### 海外での人気
アニメ版は主人公の強さとグロテスクさが受け、海外ではかなりの人気が誇り、いくつかのアワードを受賞している。
- 2004 AnimeReactor Community Awardsにおいて、Best Opening/Ending コンビネーション、Best Drama、Best Thriller（Mystery/Horror）、Best Fanservice受賞、ルーシーはベスト女性キャラ受賞。
- American Anime Awards 2007 at New York Comic-Con（初回）において、"Best Short Series"にノミネート（5作品ノミネート、受賞は逃す）。
- 2009年度フランスで開催されたJapan Expoにおいて、ファンのネット投票による日本の人気アニメ・漫画作品などを決める「JAPAN EXPO AWARDS 2009」のベストオリジナルアニメ賞を受賞した。

海外での人気の高さからニューヨーク・タイムズ（2005年7月17日）においてアニメが紹介された。角を「かわいい小さなネコ耳」と説明するなど記事の内容が一部不正確かつ不十分であるが、海外でDVDを販売しているADVフィルムは2005年ベストセラー作品の1つであると紹介し、近年の日本アニメ屈指の有名作扱いされている。
ハリウッド映画化の話もあったが、すぐに中止になった。また、賛美歌を模したアニメ主題歌「LILIUM」の評価も高い。

### 作者とエルフェンリート
岡本倫のデビュー作も、同名の名前が付けられている。ストーリーは全くの別物で、事故でピアノをやめた型破りな男性ピアニストと、バイオリンに転向して一流の奏者となった元天才ピアニストの女性の物語になっている。
また、作者は元バンダイ社員で、テレビゲームやおもちゃの企画をしており、『時の国のエルフェンリート』というPCゲームも作っていた。

### 残酷描写に関する真相
2018年3月に作者はグロテスクが苦手なので死体の顔を描くのは意図的に避けていたことをTwitterにて語っている。それにもかかわらず劇中で残酷描写が使われている理由は、当時の担当が奥浩哉の『GANTZ』を並行して担当していて、ネームで首を飛ばす描写を入れるとOKが出るから、とも語っている。

### 評価・反響
2015年6月12日に中国の行政部門である文化部（現在の文化観光部）によって公表された中国国内で規制する38のアニメ・漫画作品に『エルフェンリート』が規制対象となった。

## あらすじ
人間の遺伝子の突然変異によって生まれた側頭部の対となる2本の角とベクターと呼ばれる見えない腕の特殊な能力を持つ女性型ミュータント・二觭人（ディクロニウス、觭は「角奇」）。彼女らは人類を淘汰する可能性を持つとされ、離島の国立生態科学研究所に国家レベルでの極秘機密として隔離され、研究されている。
ある日、研究所に隔離されていたディクロニウスの少女・ルーシーは、警備員のスキをついて拘束を破り、研究所室長・蔵間の秘書・如月を含め警備員ら23人をわずか5分で殺害し、研究所からの脱走を試みる。海に飛び込む直前に頭部を対戦車用徹甲弾で撃たれるも、幸い軽傷で済んだルーシーは海へ投げ出される。
一方、大学に通うために親戚を頼って鎌倉にやってきた青年・コウタは、いとこのユカと共に由比ヶ浜を訪れた際、そこで浜辺に佇む全裸の少女を見つける。その少女は、海へ投げ出された後に由比ヶ浜に流れ着いたルーシーだった。
ルーシーは頭部への銃撃が元で記憶を失った上、人格が分裂して全く別の人格が発現していた。「にゅうにゅう」としかしゃべれなくなった彼女をにゅうと名付けたコウタとユカは、彼女が人類を滅亡させる存在であることを知らないまま、コウタが住むことになる楓荘に連れて行き、一緒に暮らすことになる。
その後、コウタ達は、義父から性的虐待を受けて家出していたマユや、ルーシー捕獲のため送り込まれ不要となったため処分対象となったディクロニウスのナナ、声帯が弱いがオペラ歌手を目指しているノゾミ達と一緒に同居することになる。

## 登場人物

### ディクロニウス
ルーシー
声 - 小林沙苗
本作の主人公。新人類「ディクロニウス」のオリジナル（ミトコンドリア・イブ）であり、生殖機能を持った唯一の個体。
物語序盤、研究所を脱走した際に頭部に銃撃を受け、その衝撃が元となって人格が分裂し、「にゅう」の人格が生まれる。それ以来、頭部に衝撃を受けるとルーシーの人格とにゅうの人格が入れ替わるようになる。物語序盤では頭部に衝撃を受けたことで記憶喪失になっていたが、後に角沢教授に拉致された事件がきっかけで記憶を取り戻す。ベクターと呼ばれる見えない腕を使いDNAからの声に従うように人類を殺し続ける殺人鬼。ただし何があってもコウタと動物（特に犬）は傷つけず、蔵間に関しては敢えて殺さない。
ベクターの射程は、全ディクロニウスの中で最も短い（約2m）ものの、力に関しては最強を誇る。アニメ版での最大本数は4本。なお「ルーシー」という名前は本名ではなく、研究所で1974年に発見された類人猿の化石に由来して付けられたコードネームのようなものである。髪は長髪（子供時代は短い髪だった）だが、原作終盤でDNAの声に意識を乗っ取られた時とアニメの終盤では一時的に子供時代と同じ短い髪になった。
幼くして父親に捨てられた後、養護施設で幼少期を過ごす。角のせいで他の子供達に虐められ、やがて内緒で飼っていた犬をいじめっ子に目の前で殺されたのをきっかけにベクターが発動し、施設の子供達を惨殺し逃走。その後は人を殺して一夜の宿を得たりしながら彷徨っていた。本編開始の8年前に鎌倉へ家族で遊びにきていたコウタと出会い、初めは彼を拒絶していたが、自分の角に偏見を持たないどころか「かっこいい」と評価し一緒に遊んでくれたコウタに心を開き、彼に好意を抱くまでになった。だが、夏祭でユカに抱きつかれているコウタの姿を見た際コウタに裏切られたと勘違いし、ここで初めてDNAの声に従ってその場にいた無関係な人々を殺害。更にその後、帰りの電車に乗っていたコウタの前に現れ、コウタの目の前で彼の妹と父親を惨殺してしまう。しかしコウタへの想いは長年持ち続けており、それが最終的にはDNAの声に逆い自らを滅することに繋がった。その後は研究所に捕らえられ数年間厳重に拘束されていたが、角沢教授の画策により移送中に逃亡する。
コウタを傷つけない理由は前述の8年前の事件で彼の家族を殺したことを後悔しているため。コウタの居場所である楓荘の住民（ナナも含む）もその対象に広げられている。動物、特に犬を傷つけないのは前述の子犬を殺された事件のため。蔵間を殺さない理由は、研究所に投降した際にある少女の命を助けることを条件にしたにもかかわらずその少女が死んだことを恨み、その復讐として蔵間を直接殺すのではなく彼に関わった者をすべて殺しつくして絶望を与えてから殺そうと思っているため。
上記のように、ルーシーのベクターの射程距離はディクロニウスの中でも最低の2mにすぎなかったが、特殊急襲部隊の楓荘襲撃の際に5mに延び、その後研究所地下にあるレーベンスボルン（命の泉）でアンナと戦った際には2km以上に延長、さらに灯台上でのDNAの声の最後の暴走の際には、宇宙空間にまでベクターが到達することになる。しかし、ディクロニウスも生物の範疇にあるためその力は無限ではなく、ルーシーが限界を無視して力を使うに伴い、その体組織の溶解が起こり始める。
物語の後半ではマリコとの戦いで角を折られたために、しばらくの間ルーシーの人格は眠ったままであったが、坂東との二度目の戦いで再び目覚めることになる。またその後、能宗の特殊急襲部隊により楓荘が襲撃された際、コウタが銃で撃たれるのを見たことで、怒りに狂ったルーシーの人格が現れる。彼女がマリコのクローンたちと戦っている最中に、皮肉にもコウタが失っていた記憶を取り戻すきっかけを作ってしまう。そのためそれ以降、父と妹の死の真相を思い出したコウタに憎まれることになる。戦闘の結果、角を折られた事で再びルーシーの人格は眠りにつき、研究所へ連れ戻されてしまう。
研究所に連れ戻された後、レーベンスボルンにて長らく存在すら知らないままだったディクロニウスの異父弟（父親は角沢長官）と角沢長官によって引き合わされ、長官から仲間になるよう説得されるも「自分たちの血を残してはいけない」との思いから弟と長官を殺害した。その後、アンナと戦いこれを倒すが、戦いの余波で研究所は崩壊。ルーシーは研究所から脱出し、再び由比ヶ浜に流れ着いた。その時、病院から抜け出してきたコウタと再会。彼に諭されて二度とベクターの力を使わないと決め、蔵間がその場に現れた際に彼に殺される事を覚悟するも、直後DNAの声に意識を乗っ取られて蔵間を攻撃してしまい、それを目撃したコウタに完全に遠ざけられてしまう。その直後、蔵間の銃撃を受け負傷したコウタを助けるため、ベクターの力（細胞と細胞をつなぐ力）を使ってコウタの負傷した体を治療した。だがコウタを治療した事と自分への一斉攻撃が開始された際にコウタを守るためにベクターの物理的攻撃力を限界を超えて行使したことの反動により、彼女の身体は元の姿をとどめないほど溶けてしまった。その直後に彼女を見限ったDNAの声に体を乗っ取られ、世界中に向けてベクター一斉射出による無差別攻撃を開始する。
最後はにゅうと共に幻影となってコウタの前に現れ、DNAの声に乗っ取られた体からコウタ達を傷つけないようにベクターをそらし続け、銃を持ったベクターをコウタに伸ばして手渡し、これを殺害させた。それにより8年前にコウタに言ったこと（もし自分が他の誰かを沢山殺すようになったら自分を殺して欲しい）を実行してもらい、その生涯を終えた。
壮大な事件が結末を迎えたあとも、コウタは毎年夏祭りの最後の日にはルーシーとの約束のため、すでにこの世を去ったルーシーには会えないとわかりながらも、約束の場所である仔犬の墓石に赴いていた。そして10年の月日が流れ、8年前の夏祭りの最後の日にルーシーが埋めた、ビンに入った手紙と翡翠をコウタはついに発見する。その手紙からルーシーの本名が「楓」であることが判明する。その直後に現れる、ルーシーとにゅうのそれぞれの面影をもった角のない双子の女の子の名前も「楓」であり、ルーシーがコウタたちと共に住んでいた場所も「楓荘」という名前であるが、その関連が明かされることはないまま解釈を読者にゆだねつつ物語は終わる。
アニメ版では、最終回で蔵間とマリコの最期を見届けた後、研究員に殺されそうになっていたナナを助け、一人コウタの下へ向かう。そして8年前の事件の記憶を取り戻したコウタに自分が人類を滅ぼす存在である事と8年前からずっと抱いていた懺悔の想いを告げ、コウタの下から去ろうとしたが、その直後にコウタに赦され、彼と和解する。その後、待ち構えていた警官隊と対峙するが、それ以降消息不明となる。警官隊との対峙の場面で角が折れる描写があるが、ルーシー自身がどうなったのかは不明。また、最終回のラストシーンでルーシーらしき影が楓荘の門に写っている描写があるが、この影がルーシーなのかどうかは明かされていない。
にゅう
ルーシーの別人格。ルーシー自身が「角がなければこうありたかった」と無意識で願っていた自分自身の姿を投影している。名前は当初「にゅう」としか喋れなかったことからコウタがつけた。髪型はショートヘアとなっている。
最初は赤子同然の知識の上「にゅう」と喋ることしかできなかったが、徐々に言葉と生活習慣を覚えていき、半年後には普通の少女となんら変わらない会話レベルと節度を身につける。女性の胸（特に巨乳）に興味を示し、たびたび楓荘の住人の胸を触る場面がある。また、にゅうの人格が出ている状態ではベクターを使うことができない。
物語の後半で角沢長官に捕獲された際に真の自分（ルーシー）を知ったことでベクターを発動し、にゅうの人格のままでもベクターを使えるようになった。
DNAの声
ルーシーのもう1つの別人格。正確にはルーシーのディクロニウスとしての本能が人格形成された姿。内なる声として絶えずルーシーに囁き続け、人類を絶滅させようとする。ルーシーの精神内では当初顔に包帯を巻いた姿で現れていたが、やがてルーシーと瓜二つの姿を現す。
8年前に夏祭での殺人事件とコウタの家族の死を引き起こした張本人。コウタに裏切られたと勘違いしたルーシーの嫉妬心に付け込み、彼女に殺人を犯させた。その後もことあるごとにルーシーに自分に従うよう囁き続け、彼女に多数の殺人を起こさせていたが、物語終盤でルーシーがコウタの言葉によってディクロニウスの力を捨てて人と共に生きる道を選んだために彼女に見切りをつけ、自らの手で人類を絶滅させるためにルーシーの体を乗っ取った。しかしその直後にルーシーの体が崩壊しかけていて長く持たないことに気づいて焦り、ルーシーが死ぬ前に人類を滅ぼそうと世界中に向けてベクターを放つ。そのベクターはどのディクロニウスのベクターよりも巨大で、本数も射程も力もルーシーのものを大きく越えており、自らへの反動を考えなければ地球規模の大破壊を起こすことが可能だった。
そしてコウタにも複数のベクターを伸ばし攻撃を加えようとしたとき、ルーシーとにゅうの意識のまぼろしが現れ、ベクターをコウタ達からそらされ、最後に一本だけ伸びたベクターから銃を受け取ったコウタの手により殺されて消滅した。
ナナ
声 - 松岡由貴
研究所で実験台にされ、生殖機能がない「ジルペリット」と呼ばれるディクロニウスの1人。髪はショートカットで、赤いネクタイ（アニメでは紫）をリボン代わりに結んでいる。研究所員たちには「7番」と呼ばれ、性格がおとなしく過酷な実験を日々受け続ける。その苛烈な状況下を生きのびるため、蔵間のことを父親だと思い込み心の支えとしている。
ベクターの射程については不明（作中の台詞から初期のルーシー以上でありマリコ以下であることは確定）で、アニメでのベクター本数は4本。
蔵間の指示でルーシーを探すために鎌倉を訪れ、そこでルーシーと邂逅。彼女に目的を告げ、更に発信機で研究所側にこちらの居場所を知らせたと告げるが、その直後にルーシーの攻撃を受ける。その後彼女と戦闘に突入し、当初はルーシーより射程が長いベクターで優位に立ったものの、ルーシーのベクターで四肢を切断され惨敗した（この時偶然相手のベクターを封じる手段を知る）。その後は任務に失敗したため薬物処分される筈だったが、蔵間の手で義肢を付けられて逃がされ、由比ヶ浜に流れ着き、後にコウタたちの住む楓荘に住むことになった。
義手義足となった後はそれらをベクターで操作することにより普通の手足のように動かせるようになった。更に、義手を相手に飛ばす奇襲技（通称「ロケットパンチ」）を編み出す。
幼時から研究所での実験体としての暮らししか知らないため、金銭の価値を知らず、アイスクリームに感動したり綿菓子を本物の綿と思い込むなど、一般常識を欠く。楓荘の生活では、天然で感情の起伏が激しく、時にハイテンション気味で、冷静なマユとはいいコンビ。基本的には人懐っこく、人間を攻撃することもないが、怒りに燃えると目つきが変わり凶暴な一面をのぞかせる（初期の頃はよく「殺して埋めてしまえばいい」などの台詞を口にしていた）。しかし他のディクロニウスのようにその感情を暴走させることはなく、マリコが死んだことで狂気に陥った蔵間が自分より幻影のマリコを追っていた際にも蔵間に一時怒りを表したが、結局攻撃することはなく、彼を守る道を選んだ。
全てが終わった後は蔵間と共に暮らすことになり、その際蔵間の娘ではなく奥さんになろうと決意する。
本作に登場するディクロニウスの中で、唯一最後まで生き残った。
その健気さから本作の人気キャラだが、連載前の原案時は影も形も無く、連載中の勢いでたまたま生まれたキャラクターである。本来なら17話で退場する予定だったが、生き残り、準レギュラーキャラとなった。「ナナ」という名前は本名ではなく、番号から自分でつけたことが原作者の岡本倫によって明らかにされた。
マリコ
声 - 川上とも子
僅か5歳にして最強のディクロニウス。研究員内では「35番」（アニメでは更に第三世代）と呼ばれている少女。蔵間の実の娘。子供の無邪気な残酷さがそのままディクロニウスの殺人衝動に繋がったような性格であり、ナナを喜んでいたぶったりもした。しかし一方で実父の蔵間を強く渇望し愛してもいる。髪は長いおかっぱで、紫色のリボン（アニメでは青紫）を結んでいる。
最大射程は11mで、アニメでは26本のベクターを持ち、力も強い。人間を見ると即座に殺す等、あまりに危険度が高いため身体の5箇所に爆弾を仕込まれている。研究所から出るときは携帯電話に仕組まれたコントローラーで爆弾を制御され、30分ごとに認証コードを入力しないと爆発されるようになっていた。
原作ではルーシーとの戦闘では長いベクターで優勢に立つが、コントローラーを拾った隙に両足をルーシーにもがれ、そのコントローラーをルーシーに壊され残りわずかの命になってもルーシーに抵抗したがあえなく爆死した。しかしその際、最後の力でルーシーの角を折り、彼女を数か月間眠らせることに成功した。その後、研究所の科学者・能宗の手により、彼女をオリジナルとしたマリコクローンが作り出される。
アニメ版では、ルーシーとの戦いの最中に蔵間と和解し、しばしの間彼と二人きりの時間を過ごしたが、その直後に長官に殺害される事を恐れた研究員が携帯から爆弾を起動。最後は蔵間に抱かれながら爆死した。
3番
声 - 高橋美佳子
かつて研究所にいたディクロニウス。本編では既に亡くなっており、過去の場面で登場する。
蔵間と大森をベクターウイルスに感染させた張本人で、研究所から脱走を図った際にたまたまその場に居合わせた2人にウイルスを植え付ける。その直後、当時研究室長だった角沢教授に射殺された。自分への残酷な実験を見て唯一顔をしかめていた蔵間に対しては敵意を感じていなかったようで、彼を殺そうとしなかった。
ベクターの射程は不明。
28番（原作のみ）
研究所内で実験台にされているディクロニウスの一人。大人しい性格で、ベクターも未発達。その性質ゆえ研究所によって生きたままディクロニウスを探すための「探知機」に改造され、黒帽子の男に利用された末に死亡するという悲惨な末路をたどった。
アリシア、バーバラ、シンシア、ダイアナ
能宗が研究しているマリコのクローンの成功例の4人。額にアジナーと呼ばれる特殊な装置を埋め込まれており、これによって能宗の命令に絶対服従している。
元ネタは新田真子『RUSH』の同名キャラクター。
ベクターの射程は10m。
ダイアナはアジナーによって能宗の命令に絶対服従になっていることを証明するために能宗の命令で自分の心臓を貫かせられる。傷が治った後は荒川を能宗と誤認した結果彼女と共に行動していたが、不意を突かれ出来損ないのクローンが放ったベクターに斃れた。
シンシアは楓荘襲撃の際にルーシーに殺害されるがその際に彼女の角を片方折り、結果的に角沢長官がルーシーを捕まえる手助けをした。
アリシアはバーバラと共に落下してきたヘリから能宗を救うも、ヘリを支えていた最中にルーシーに殺される。
バーバラはアリシアと共に落下してきたヘリから能宗を助け、楓荘を襲撃したマリコのクローンたちの中で唯一生き残ったが、彼女が自分の命令に背いたことを疑問に思った能宗がアジナーを外したことで殺人衝動に目覚め能宗を殺害、ナナを殺そうと飛び出していく。彼女にもルーシーのようにDNAの声が聞こえていたと思われる描写がある。最期はナナと戦っている最中に蔵間に射殺された。
出来損ないの1104体
クローン製造の過程によるミスが元で人としての形を保っていない失敗作。DNAはマリコのものだが、ベクターの射程についてはまばらで長いのもいれば短いのもいる。痛みへの耐性は各個体での有無が激しい。
ルーシーの弟（異父弟）
ルーシーの母親を発見した角沢長官が自分との間に産ませたディクロニウス（つまり、ルーシーの異父弟）。唯一の男のディクロニウスである。頭部にアジナーを埋め込まれている。角沢長官がルーシーを説得しようとした際に長官と共に現れ、初めて姉（異父姉）と対面するが、その直後に「自分たちの血を残してはいけない」と考えていたルーシーによって長官と共に殺されてしまった。

### 楓荘住人
コウタ（耕太）
声 - 鈴木千尋（幼少期 - 生天目仁美）
本作の準主人公。北海道出身。大学1年生。本作は彼の視点で描かれている。
従姉妹のユカから建物の掃除を毎日することを条件に使われていない料亭「楓荘」にタダで住むことになる。その際、由比ヶ浜に流れ着いていたルーシー（にゅう）を発見し、彼女を楓荘へ連れて行き一緒に暮らす事にする。最初はカナエの形見の貝殻を割ってしまったルーシーに対して激怒するなどしたが、徐々にルーシーと心を通わせていき、後に角沢教授の下から逃げ出した際に記憶を取り戻したルーシーが楓荘から去ろうとした際には「楓荘がルーシーの居場所だ」と彼女を引き止めた。楓荘の住民の中で唯一の男性である。女性にはそこそこもてるが、デリカシーの無い性格。しかしルーシー（にゅう）の角にも偏見を持たず、マユの境遇を見兼ねて手を差し伸べるなど面倒見も良い。
実は8年前にルーシーに父親（声 - 小野大輔）と妹のカナエを殺されており、その事件に関するすべての記憶をショックから失っている。それに関連して、カナエと父親の死因をそれぞれ病死と交通事故死だと思い込んでいる。
8年前に家族で鎌倉に遊びに来た際にルーシーと出会い、彼女の角を見て「かっこいい」と口にするが、角のせいでいじめられていたルーシーからは拒絶された。その後日に再びルーシーと再会、彼女を川や動物園に連れて行って一緒に遊び、ルーシーは心を開いていった。しかし、夏祭でユカに抱きつかれている所をルーシーに目撃されたことで彼女がDNAの声に従うきっかけを作ってしまう。その後江ノ電で帰る途中電車の中でルーシーと再会した際、彼女が夏祭りの会場で人を殺すところを見ていたカナエと喧嘩になり、直後に目の前でカナエと父をルーシーに殺され、豹変したルーシーの言動を目の当たりにしてショックを受け、このショックから事件の記憶を失った。
後に楓荘が能宗らに襲撃された時、コウタを攻撃しようとしたシンシアがルーシーによって腹部を両断されたのを目の当たりにした際にフラッシュバックを起こし、父とカナエがルーシーに殺されたことを鮮明に思い出し、同時にルーシーを憎むようになり彼女を遠ざける。物語終盤で自分を守る為にベクターを行使しすぎて体が溶けたルーシーの姿を目の当たりにしたことで彼女を赦し始めるが、その直後にルーシーはDNAの声に乗っ取られてしまう。その際幻影となって現れたルーシーとにゅうに頼まれ、8年前にルーシーに頼まれたことを実行し、ルーシーを手に掛けた。
全てが終わった後、ユカとの間に娘が産まれ、彼女に「にゅう」と名づける。その数年後、娘と共にルーシーとの思い出の場所を訪れた時にルーシーがいじめっ子に殺された仔犬の墓に埋めたコウタに宛てた手紙を発見し、それによってようやくルーシーを赦す事が出来た。その後、コウタがルーシーとにゅうのそれぞれの面影を持った角のない双子の女の子に出会う場面で物語は締め括られている。
アニメ版ではマリコが江ノ島に現れた際、白河がルーシーに殺されたのを目の当たりにした事で父と妹がルーシーに殺されたことを思い出すが、終盤までルーシーを赦さなかった原作とは異なり、マリコと蔵間の死後ルーシーに自分の想いを伝え、彼女を赦した。
ユカ
声 - 能登麻美子
コウタの同い年の従姉妹。神奈川県鎌倉市出身。
コウタがにゅうにエッチなことをしないかどうか見張る為という建前を得て、楓荘に一緒に住むことになる。成績は良い方だがコウタと一緒の大学に通いたい一心から偏差値の高い大学を蹴っている。それほどコウタに好意を寄せており、故に嫉妬深い一面もある。恥ずかしさを誤魔化すため等でコウタによく暴力を振るう。
本人は気づいていないが、8年前の事件でルーシーがコウタに裏切られたと勘違いする原因を作った張本人である。また、コウタの妹と父親が病気・事故で死んだのではなく何者かに殺されたことも知っていた。
原作の最終話ではコウタと結ばれ、彼との間に娘（名はにゅう）をもうける。
マユ
声 - 萩原えみこ
由比ヶ浜のボートハウスで犬のわん太と一緒に暮らす中学生の家出少女。家族は母と母の再婚相手である義父がいたが、義父が彼女に性的虐待を続け母も彼女を守らなかったため耐え切れなくなり家出。コウタ達が落とした傘を頼りに楓荘に訪れ、以後住み込むことになる。後に彼女の境遇を知ったコウタが彼女の母に連絡を取って彼女の住民票を移して楓荘に住み込ませ、その後は鎌倉の学校に通うこととなった。義父に受けた仕打ちにより、男性に対して不信感を抱いているが坂東だけは平気。初期はコウタに対しても好感を寄せていたが、コウタとにゅうの入浴シーンを目撃してから不信を抱き、距離を取る様になった。時々コウタに対して毒を吐いている。後に由比ヶ浜に住み着いた坂東と出会い、彼の食事の支援をしたことで坂東の心を開かせることとなる。
物語後半で黒帽子の男が楓荘に乗り込んできた際に彼に襲われるが、間一髪のところで坂東に助けられる。その後坂東がルーシーにふたたび敗れて下半身を失う瀕死の重傷を負い姿を消した後は彼に代わって毎朝浜辺のゴミ拾いをするようになる。最終話で由比ヶ浜に戻ってきた坂東と再会を果たした。
わん太
声 - 不明
マユと行動を共にする犬。本来の名はジェームスといい、元々別の飼い主に飼われていて、迷い犬となっていた。飼い主が見つかったが、飼い主の元から逃げてマユの元で暮らすようになる。物語の最後でマユの元を離れ、いずこかへと去っていった。
ノゾミ（原作のみ）
ユカの後輩。死んだ母親のようにオペラ歌手になるために親に内緒で音大受験を目指している。歌が上手く母親と同様にソプラノ・ドラマティコと呼ばれる日本人では希少な声質の持ち主である。だがその声帯は喉が脆いという欠点を同時にもっており、ノゾミの母親はそのせいで喉を潰してしまい、声がでなくなったことを悲観して自殺していた。ノゾミの父は娘に母親と同じ道を辿ってほしくはないがために、彼女がオペラ歌手を志望することに反対し暴力まで振っている。極度の臆病のためおもらしをする癖があるので、常におむつを着けている。好きな歌曲は本作の題名ともなっているフーゴ・ヴォルフの「エルフェンリート（妖精の歌）」。ノゾミは楓荘で興味を示したにゅう（ルーシー）にこの曲を教えたが、実はルーシーが養護施設にいたころにも、悲しいことがあるたび家の近くの裏山でこの歌を歌っており、幼いルーシーはその歌声を聞いていた。物語の終盤で、この「エルフェンリート」が重要な役割を果たすことになる。
後に志望していた音大入試の合格通知が楓荘に届くが、その結果をコウタがノゾミに発表しようとしたそのとき、能宗の特殊急襲部隊が楓荘を襲撃。その際ルーシーと特殊急襲部隊との戦闘に巻き込まれて喉を負傷し、声が出なくなってしまう。その後治るかどうかは時間をおかなければわからないと医者に宣告された。
アニメ版では彼女は登場せず、代わりにコウタが幼い頃ルーシーに聞かせた「Lilium」（アニメ版のオープニングテーマ。ラテン語でユリ（純潔の象徴）の意味）のオルゴールがノゾミの役割を果たす。

### 国立生態科学研究所
蔵間（くらま）
声 - 細井治
本作の狂言回し。研究所の室長であり、角沢長官に次ぐ地位の持ち主。
研究員内ではルーシーとの因縁が最も深い。ルーシーとの確執の他にも自分を父親として慕うナナの薄幸、最強のディクロニウスである娘・マリコの立場、それらを一手に担う角沢長官の命令等のせめぎ合いに苦悩し続ける。
学生時代に角沢の誘いを受け研究所のメンバーとなるが、当初は研究所内で日常的に行われるディクロニウス達への凄惨な仕打ちに嫌悪感を抱いていた。やがてその日々にも慣れつつも、嫌悪感や罪悪感を完全には拭えてはいなかった模様。
ディクロニウス・3番が研究所から脱走を図った事件の際に、3番の手でベクターウイルスを植え付けられる。そのため後に妻との間に産まれた娘・マリコはディクロニウスになってしまい、娘がディクロニウスである事を知った蔵間はマリコを自らの手で殺そうとするが、妻に止められた。その後、蔵間はマリコの身の安全のためもあってやむを得ずマリコを研究所に引渡し、そこで育てさせる事にした（そのため、マリコは父親である蔵間とは面識がなく、ようやく父に会ったのは鎌倉でルーシーと戦った時だった）。
原作では後にマリコと和解するが、その直後にマリコを目の前で失い、自殺しようとするが坂東に止められる。しかしその後は精神を病んでしまい、その影響かマリコのクローンの一人・シンシアの遺体をマリコと間違えるなどの行動を見せていた。その後バーバラとナナの戦いの際に正気に戻り、鎌倉で遂にルーシーと対峙するが、DNAの声に意識を乗っ取られたルーシーの攻撃を受けて片腕を失った。すべてが終わった後はナナとの共同生活を送るようになった。
アニメでは最終話でマリコと和解した後、束の間ではあったがマリコと二人きりの時間を過ごし、その直後にマリコを抱きしめながら共に爆発に巻き込まれ生死不明となる。
一般社会の知識がなかったナナを逃がす時、彼女に渡した札束の使い方（食品購入）やその際の外出の危険性（強盗被害）を教えてなかったりなど、詰めが甘い一面もあった。
原作第10巻でルーシーに「少女(高田愛子)は死んだ」と語る場面があるが、12巻最終話で『高田愛子絵画展』というポスターの存在が確認されており、少女は実は生きていたことがわかる。この蔵間の虚偽報告がルーシー暴走の着火点となった。
白河（しらかわ）
声 - 生天目仁美
蔵間直属の秘書の一人。蔵間に惹かれ、情報を得るために長官に抱かれるなど独自の行動を行う。マリコの体内に爆弾を仕込んだ張本人。
蔵間の亡き妻・ヒロミに嫉妬していたらしく、マリコの体内に爆弾を仕込んだ理由について「自分以外の女が産んだ子供なら死んでもいいと思った」と語っている。後にルーシーとマリコの戦いの最中にベクターウイルス初散布を蔵間に告げ、マリコの爆弾のコントローラーを蔵間に投げ渡そうとするがルーシーによって殺害される。
アニメ版ではマリコが江ノ島に降り立った際、偶然ナナとマリコが闘っている所に駆けつけたルーシーを見て彼女の人格が分裂していることに気付き、同じくその場に居合わせたコウタにそれを伝えようとしたが、その瞬間にルーシーに殺害される。その際、彼女が胴体を両断されたことがコウタが記憶を取り戻すきっかけとなる。
如月（きさらぎ）
声 - 山本麻里安
蔵間の秘書。東京大学出身。
要領の悪いドジっ娘。原作冒頭でルーシーが脱走した際に人質にされた挙句ルーシーに首をもがれ、体を銃弾の的にされるという凄惨な最期を遂げた（アニメでは人質にされるシーンはなく、偶然ルーシーと警備員が対峙している現場に現れ、その直後に惨殺されてしまう）。
イラストレーター・プロ雀士の宇佐美うみの同人誌「エルフィンリート」（2004年C66・2009年現在プレミア品）に作者が参加した際に享年24であることを公表した（ただしマリコが生まれる前に蔵間の元でお茶くみをしている描写がある）。
磯辺（いそべ）
蔵間の部下。マリコの体内に仕込まれた爆弾のコントローラーを託されていたが、マリコのベクターによってコントローラーごと左腕を切断され、マリコによる改心の芝居を真に受けて暗証番号を本人に教えた上で殺害される。
斎藤（さいとう）
声 - 山本麻里安/アリソン・サムラル(英語吹き替え版)
マリコの母親代わりの研究員。
5年間毎日モニター越しにマリコを観察している。マリコを実の娘のように愛しており、マリコを呼び出した際は涙を浮かべながら感動の対面を果たすが、直後彼女に胴体を切断され殺される。死の間際、上半身だけの状態でマリコの右腕の爆弾を起動させた。実はマリコの気を自分に引くために彼女の実父である蔵間を悪く言っていたなど黒い一面もあったことが後に明かされる。
黒帽子の男
研究所所員。神経毒が塗られかえしのついた2kgの鉄球を発射するクロスボウを使う。ディクロニウスを相手に遊びと称した（性的）暴行が趣味の残虐で変態的な性格で、性格のおとなしい28番を探知機に改造し、この世界の楽しいことを何ひとつ知らぬまま苦しめ死なせたことに対してナナの怒りを買う。
ディクロニウス探知機を携えて楓荘にディクロニウスが居る事を突き止め、楓荘にいるナナとマユの元に現れて二人に襲い掛かるが、マユの緊急連絡を受けて駆けつけた坂東に返り討ちにされた。その後戻ってきたルーシーと坂東が鉢合わせて二度目の戦いに突入した際、ルーシーを我が物にしようと声をかけるもあえなくルーシーに殺害される。
能宗（のうそう）
研究所所員。ディクロニウスのクローン製造プロジェクトチーフ。食事は全てチョコレート。マリコの4人のクローンを造った張本人で、彼女らの額の装置アジナーで自分に服従させている。マリコクローンや特殊急襲部隊を率いて楓荘を襲撃。その際墜落したヘリの下敷きになるもバーバラとアリシアに助けられ、足の骨折だけで助かり入院した。
元々ディクロニウスは人類を滅ぼす悪魔だと思っており、ディクロニウスへの非道な実験は仕方がないことだと考えていたが、楓荘襲撃の際に本来絶対服従のはずのクローン達が自分の出した命令に背いてまで自分の命を救おうとしたことに対して、これまでの自らの行為に良心の呵責を感じると共にディクロニスとの共存は本当に不可能なのかと疑問に思い、真相を探るためにバーバラのアジナーを取り外す。しかしそれが仇となり、アジナーを外されたことで殺人衝動に目覚めたバーバラに殺害された。死の間際、バーバラに対してこれまでの行為を謝罪した。
サングラスの女
研究所側のボディーガード。その正体は佐世保にあるベクター専門の研究所が送り込んだスパイ。
最終話まで生き残ったが、名前は一切明かされなかった。最終話で、全壊した研究所跡で、偶然にも元の姿に戻ったアンナを発見する。
角沢長官（かくざわちょうかん）
声 - 有本欽隆
ディクロニウスを研究対象とする国立生態科学研究所のトップに立つ男。本作の黒幕的存在。
本来総理大臣の特権であるはずのSATの出動命令を出すことの出来る権利を持つ（ちなみにルーシー脱走の際は研究所から離れていたため、SAT出動要請は蔵間が長官名義で行った）。
頭に角を持つことから自分と一族が新人類のディクロニウスであると思い込んでおり（実際は単なる骨格異常）、ミトコンドリア・イブたるルーシーに自身の子を産ませ、新人類の父・神として何千年も崇められる存在となることを目論む。頭髪はカツラで、これで頭の角（原作では3本、アニメでは2本）を隠していた。また、ベクターウイルスにより現人類の頭数を減らすため、日本のみならず世界各地にウイルスを散布した。かつてルーシーの母親を捕らえ、彼女を無理強いして男児（ルーシーにとっては異父弟）をもうけさせていた。後に脱走したルーシーの捕獲に成功、彼女の弟（異父弟）を引き連れて自分たちの仲間に引き入れようとするが、説得の途中でルーシーの異父弟もろともルーシーによって殺された。
原作では角沢教授、アンナ、ルーシーの弟の3人の子供が登場しているが、親族がアンナに「お兄さんたち」と発言していることから他にも子供が存在すると思われる。
なおアニメでは、ルーシーと会う描写が無いため生存している。

### その他の人物
坂東（ばんどう）
声 - 中田譲治
警視庁特殊急襲部隊（通称：SAT）の隊員。
狂暴な性格をしており、「人間兵器」の異名を持つ。右手左手それぞれでマグナム級の銃を扱えるなど白兵戦においては彼にかなう者はいないとされる。研究所から逃亡したルーシーを捕獲するために由比ヶ浜を訪れた際、コウタと一緒にいたルーシー（この時は人格がにゅうに入れ替わっていた）を発見。同僚の隊員と共にルーシーを連れ去り、射殺しようとした。しかしその際、にゅうが逃げようとして頭を打ったことでルーシーの人格が覚醒。同僚は坂東の目の前でルーシーに殺され、坂東はそのままルーシーと戦うことになる。サブマシンガンで岩を真っ二つにする離れ業を見せるもルーシーのベクターには敵わず、右腕は切断され左腕は折られ、さらに両目を潰されて惨敗するも、瀕死のところをマユに救われる。この敗北がきっかけでルーシーへの復讐を誓い、去勢手術を条件に可視義眼及び可動義手を装着したが、手術直前に脱走して由比ヶ浜に潜伏。ベクター対策のため、砂浜のゴミ拾いを日課とするようになる。そこでマユと再び出会い、彼女から日々の食事の支援を受けることになった。
やがてマユと徐々に親しい間柄になっていき、黒帽子の男が楓荘を襲撃した際に彼女の緊急連絡を受けて楓荘に乗り込み、黒帽子の男に襲われていたマユを助けた。その直後に楓荘に戻ってきたルーシーと鉢合わせて二度目の戦いに突入、見えないベクターを果敢にかわすなどの人間離れした力を見せてルーシーを絶体絶命の窮地に追い込むが、事情をわからずに現れたマユがルーシーに殺されそうになったところを庇い下半身を切断されて絶命したかに思われた。
だが実際には死亡しておらず奇跡的に生きており、原作最終話で由比ヶ浜に戻りマユとの再会を果たした（なお、切断された下半身は義肢になっていた）。回想シーンで、その凶暴な性格の裏に過去に他人に受け入れられなかった孤独があったことが明らかになっていた。
二度目の戦いでは途中で邪魔が入ってしまったものの、実質的にルーシーに勝利できた人物とも言える。
ちなみにSATに入った理由は「合法的に人を殺せるから」。
角沢教授（かくざわ）
声 - 平田広明
コウタとユカの通う大学に赴任している大学教授。元研究所所員（3番の事件が起きた時は研究室長だった）で角沢長官の息子。
助手の荒川と共にベクターウイルス用のワクチンを開発している。蔵間とは大学時代からの付き合いで、研究所に彼を引き入れた。
世界でも指折りの頭脳を持つが「人間として下の方」と言われるほど倫理観に欠けており（原作の番外編ではそのことを示すエピソードが描かれている）、その為に辺鄙な地方の大学にしか就任できなかったらしい。
実は本編冒頭のルーシー脱走事件の黒幕。父親と同じ目的を持つが、彼を出し抜く為にルーシー脱走のタネを仕掛けた。
後にルーシー（にゅう）を大学で見かけ、コウタを騙す形で彼女を引き取る。その後事を始める為ににゅうを眠らせるが、にゅうの人格が眠ったことで入れ替わりにルーシーの人格が目覚めてしまう。止む無く頭の角を見せるなどしてルーシーに仲間に入るように交渉する（ワクチン開発の動機はこういう状況が起きた時の為）が、その途中で首を刎ねられ殺される。父親同様頭髪はカツラで、頭の角を隠すためのものだった。
荒川（あらかわ）
声 - 石原絵理子
本作のキーパーソンの1人。角沢の助手であり、ベクターウイルス用ワクチンの研究者。
コウタがにゅう（ルーシー）を連れ戻すために角沢教授の下を訪ねた時に彼を教授の下まで案内したが、そこでルーシーに殺害された教授の遺体を見つけてしまう。その後研究所に教授の遺体を届けた際に教授の父・角沢長官の命令で研究所でベクターウイルスの改良に手を貸すことになるが、秘密裏に教授が大学で行っていたワクチンの開発を引き継いだ。
研究所で様々なトラブルに見舞われながらもワクチンの開発を進め、遂にワクチンを完成させたが、その直後にワクチンを危険なものと認識した研究所のディクロニウス達に襲われてしまう。しかしダイアナやサングラスの女の助けを借りて無事研究所から脱出、ワクチンを発表することができた。この発表により世界中から「救世主」と崇められ、子供の頃の夢であった「キュリー夫人のような後世に残る科学者になる」が、研究所内での出来事を散々目の当たりにし、自分も人類の滅亡に手を貸した負い目から、崇められても素直に喜べなかった。
大森
声 - 堀江一眞
元研究員。3番の一件で蔵間と共にベクターウイルスに感染した。その後娘が生まれたが、大森がベクターウイルスに感染していたため娘はディクロニウスとなってしまい、やむなく薬物処分することになってしまった。その後、研究所を去る。
ベクタークラフト開発者
佐世保のベクター研究所が開発した対ジルペリット用秘密兵器ベクタークラフト開発者。大森と同様の事情から、ルーシーに対して私怨を抱く。
角沢 アンナ（かくざわ アンナ）
角沢長官の娘。かけっこが得意。
父親を慕うも、物覚えが悪かったため親族に責められており、期待に応えられないことを悲観していた。後に賢くなる為に父親に改造される。原作最終話では、「7かける8」の九九がわからず、「全部元に戻ってる」と喜んでいることから、元々の知能はその程度であったことがわかる。
本作でフルネームが判明している数少ない人物。
「神の胎児」アンナ
角沢アンナが角沢長官に改造された姿。地下2000mの「命の泉」に住む予知能力を持つ巨大な人間。
「人間は頭蓋骨の大きさに阻まれてこれ以上の脳の進化が出来ないでいる」との考えを元に改造されており、クジラほどもある大きさである（殆どが頭部）。胎児と呼ばれるのはそのアンバランスな体型が胎児を思わせる事、大きすぎる頭のせいで水の中でないと自分の体を支えられない事から来る。頭蓋骨の枷を取り払った結果脳が極限まで肥大化しており、通常の人間ではまるで及ばない程の思考レベルを持つ。
彼女が持つ予知能力は厳密には膨大な知識と思考計算から来る「予測」であるが、それらは全て人間とはかけ離れた彼女の頭脳の中で行われているが故に予知とも呼べるほどの正確さとなる。また、予知能力は「個人」ではなく「集団」の未来予測に限られる。
角沢長官がルーシーに殺された直後にルーシーと戦ったが、ベクターの射程を延ばしたルーシーに敗れる。その後全壊した研究所跡でサングラスの女に発見された時には改造される前の姿に戻っており、予知能力も失っていた。また、角沢長官は元に戻れることを最初から知っていて手術に踏み切ったようである。
ノゾミの父
ノゾミの父親。ノゾミ同様原作にのみ登場するキャラクターで、名前は不明。原作の番外編「NOZOMI」に登場する。
母親に憧れ、母と同じオペラ歌手を目指そうとするノゾミに強く反対し辛く当たり続けるが、実はかつて希少な声質を持っていた妻が喉が弱かったため歌えなくなったことを苦にして自殺したことを悔いており、娘がオペラ歌手になる事に反対していたのは妻と同じ声質と喉の弱さを持った娘を心配していたからだった。最終的にはノゾミの音大受験の前日、初めて自分に反抗した娘を見てその決意の固さを知り、「最初のコンサートには自分を一番前の一番良い席に招待すること」を条件に受験を許可した。
マユの母
マユの実父である前夫の状況については不明だが、作品開始時点では再婚した夫（マユの義父）と暮らす。娘より新しい夫の方に関心が向いており、後にマユが養父からの性的虐待を告白した際には逆上して娘を責め立て、彼女に暴力を振るうようになった。
後にコウタから連絡を受け彼と面会し、マユをコウタの元に住まわせ鎌倉の学校に通わせる提案をされた際にはあっさりと了承しており、娘との別居を厄介払いとして歓迎していたふしがある。

### 「過去」の人物
カナエ
声 - 山本麻里安
コウタの妹。北海道出身。本編では既に故人。
8年前、家族で夏祭に来た際ルーシーが人を殺すところを目撃していたが、誰にも信じてもらえなかった。その後帰りの電車の中でルーシーに出くわした際に兄にその事を伝えようとするが、嘘つき呼ばわりされた上に嫌われ、その直後にコウタの目の前でルーシーに殺された。
ルーシーの殺人を目撃した際、何故か見えないはずのベクターを視認していたような描写がある。
トモオ
声 - 高木礼子
ルーシーと同じ施設にいた少年。
他の子供たちと共にルーシーを「角」「鬼」呼ばわりしていじめていた。後に少女からの密告でルーシーが内緒で仔犬を飼っていたことを知り、その仔犬を他のいじめっ子と共にルーシーの目の前で殺すが、その行為がルーシーのベクター発動のきっかけとなり、他のいじめっ子共々ルーシーに惨殺された。
少女
声 - 下屋則子
ルーシーと同じ施設にいた少女。
ルーシーにとって（形式上の）友達。ルーシーが内緒で飼っていた子犬のことを偶然知ったが、のちにそのことをトモオたちに話す。子犬が殺される際にルーシーに謝る振りをして微笑んでいたことから、｢自分より不幸な存在が欲しい｣からわざと子犬のことを密告した模様。その後、怒り狂ったルーシーによって惨殺された。
蔵間 ヒロミ（くらま ヒロミ）
声 - 神田朱未
蔵間の妻。本編では既に故人。名前は原作7巻で判明。
不妊治療や流産の末にやっと授かったマリコを出産した後、子宮頸がんに罹っていた故に急遽子宮を摘出した。蔵間がマリコを殺そうとしているのを見て、マリコを守ろうと暴れた直後に突然倒れ、大量出血を起こした。それでも残された力を振り絞って娘の下にいる夫のところへ向かい、彼を止めようと説得したが、体を動かしたため再び大量出血を起こし、彼の目の前で死亡した。
アニメ版では、最初に蔵間がマリコを殺そうと説得する時に暴れ、他は原作同様。
高田 愛子（たかだ あいこ）
声 - 山本麻里安
絵を描くのが好きな女子中学生。彼女の死がルーシーと蔵間の確執を生み、ルーシーが蔵間を敢えて殺さない理由である。
ルーシーと出会い、つかの間彼女と交流を持った。出生まもなく母親（幸恵）は家を出、暴力を振るう父親の元で母親への想いをつのらせていた。母親は海外で画家として大成しており、彼女がルーシーと出会った後、個展を開くため来日。しかしその個展の開催前日にある出来事から父親を誤って殺害、警察へ自首しようとするが、ルーシーに諭され母親と一目逢うために会場へ潜入する。だがルーシーを追ってきた研究員達との戦闘に巻き込まれ、さらにはルーシーを狙った銃弾から彼女を庇って撃たれ、ルーシーの目の前で斃れる。その後ルーシーは彼女を助ける事を条件に自ら研究所に投降したが、数日後に蔵間から愛子が死んだと知らされ、蔵間への復讐を決意。復讐として蔵間を直接殺すのではなく彼に関わった人間を全員殺害して絶望を与えてから殺そうと考え、これが物語冒頭での研究所脱走の際の事件へつながった。物語中で死亡したと思われた複数のキャラクターの生存が明かされた原作最終話では、母と同じく画家となった彼女の生存が『高田愛子絵画展』というポスターで明示されており、これにより、蔵間がルーシーに告げたその死が事実ではなかったことがわかる。
ルーシー（楓）の母
本作のキーパーソンの1人。作中時点で死亡しており、台詞でしか語られることのない謎多き人物。
遺伝子異常により産まれる子供が必ず生殖機能を持ったディクロニウスになる女性。新人類の本当のイブと呼ばれる存在。夫が捨てたルーシーのことを案じ探していたが、研究所に捕獲される。その後、角沢長官によって無理強いされ男の子（ルーシーの異父弟）を授かったが、出産直後に自殺。死後、ディクロニウスの元となる卵子を作り出せるよう、卵巣と子宮のみが維持装置につながれたが長くは持たなかった。

## 用語

### 生命体
ディクロニウス
正式名称は「二觭人（にきじん）」。ディクロニウスは二本角の恐竜の名に由来する。現生人類を滅亡に追い込ませることができるほどの力をもつ。
卵ほどの大きさに発達した松果体（メラニン等を分泌する脳の器官）、二本対の角の特徴を持ち、ベクターと呼ばれる見えない複数の腕を持つ。ベクターにはベクターウイルスと呼ばれるレトロウイルスを持ち、人間の男にベクターを触れさせるだけで感染する。そしてその親から生まれてくる子供は、全て側頭部に対になる角を持ち、かつ生殖機能を持たないディクロニウスの女の子・ジルペリットになる。ジルペリットは人間と妖精の合いの子の意味である。生殖機能を持つルーシーと生殖機能を持たずメスだけしか生まれてこないジルペリットとの関係は蜂における女王と働きバチとの関係になぞらえられる。
人類に対する憎しみを本能として植え付けられており、3歳を過ぎるとベクターが発動しささいな感情の昂りなどからも人を殺すようになり、親すらも殺してしまう。反面、他者への情愛も持ち合わせている。また、ディクロニウスの本能は人格形成されて「DNAの声」と呼ばれる人格になることがあり、DNAの声は常に人を殺すようディクロニウスに囁く様になる。人間に対する攻撃性は個体差もかなり大きく、マリコのようにすぐ殺人を抵抗無く行う個体も多いが、ナナや28番のように、情愛が勝ってむやみに殺人を行わない者もいる。
アニメ版では、ディクロニウスやジルペリット達は全員赤もしくはピンクの髪に赤い瞳という容貌を持っている。
ジルペリット
ベクターウイルスに感染した男と女から生まれるディクロニウスの名称。ベクターウイルスの蔓延を目的とした個体の為、生殖機能を持たず成長が早く、傷を負っても回復が早いと言う特徴を持ち、ベクターの発現は3歳以降とされる。またジルペリットは全て女性である。研究所では大半が赤子のまま処分されるが、処分されなかった赤子は使い捨ての実験台としての日々を送ることになる。作中の主要人物の中ではナナ、マリコ、28番がジルペリットである。
「こちら側」のディクロニウス
能宗の研究が生み出したディクロニウスのクローン。オリジナルはマリコ。テロメア細胞の劣化により元となったディクロニウスに比べると射程、力ともに多少劣る。前頭葉の一部を切除し取り外し可能な特別な装置（アジナー）を埋め込むことで能宗の命令（それとなく似ている荒川の命令も含める）には絶対服従となる。製造の研究の為に1108体が製造されたが、人としての形を保った成功例はたったの4体で、失敗作は脊髄を搾取するためだけに生かされている。また、激痛をおわされてもベクターを出せるよう調整されている。
ベクター
ディクロニウスが持つ特殊能力。見た目は手の形をした透明な触手で、通常の状態では人間に見ることはできないが、波動が強いときに限り視認できるようになり、マリコのベクターは波動が強く目視できる。本数や射程距離はディクロニウスごとに異なり、射程距離が短いほど力が強いことが物語後半で判明する（マリコのベクターに関しては例外である）。
高周波による微振動を発生することで物を切断することが可能となり、人間の殺傷などに用いることができ、多少熟練すると外傷なく内部の血管のみを引きちぎって殺害することも可能。応用として銃弾、爆風などの物理攻撃をそらせることもできるが、鉄球など質量が大きく運動量の高い攻撃はそらしきることができず、減速してダメージを抑えている。また、ベクター対ベクターの場合は防ぐこともそらすこともできないが互いに掴むことはできる。力が強ければ物理的に人類を滅ぼす事が可能だが、細胞同士を繋ぐ力を使っているためあまりに使いすぎると自身の体組織が崩壊してしまう。
攻撃のために使われるものだけでなく、他に人間の男にベクターウイルスを送り、直接植え付けるためのパイプとして使用される。超能力の類だと思われるようだが、これは人間の進化の過程で生み出された新たな生殖器官である。
ディクロニウスが強い痛みを感じている時は出せなくなる。だが、上記の通り「こちら側」のディクロニウスであるアリシア、バーバラ、シンシア、ダイアナ達は調整によって死なない限り出す事ができる。
ベクターウイルス
レトロウイルスの一種。人間の男のみに感染する。空気に触れると死滅してしまうため通常はベクターをパイプとし、直接植え付ける方法で感染させている。研究所は空気に触れると死滅する欠点を克服した改良型ベクターウイルスを開発した。
ベクターウイルス用ワクチン
ベクターウイルスに使用されるワクチン。角沢教授が大学でこっそり開発していたもの。彼の死後、サンプルを荒川がこっそり回収し研究所で密かに研究を続行、物語終盤でなんとか完成させる。ディクロニウスたちはこれを危険なものだと本能的に認識していたらしかった。

### 組織
楓荘（かえでそう）
鎌倉にある料亭だった建物。ユカの実家が管理しており、コウタは当初建物の掃除を毎日欠かさずする事を条件に無償で借りるはずであった。鎌倉にやってきた日ににゅうを拾ってきたことから、ユカやマユ、ナナが居候として住むようになった。
国立生態科学研究所（ベクターウイルス研究所）
太平洋の小さな島にぽつんと存在する国家施設。角沢長官が国家予算を投じて作り出した研究所。後に表向きはウイルスの研究を専門にするため、ベクターの研究を佐世保ベクター研究所に移管した。分けた本当の理由は本来の目的の達成にベクター研究者は不必要だった為。
本来の目的とは勿論、角沢長官による新人類の世界を作り上げる事である。後に人類の頭数減少の為に改良版ベクターウイルスを開発・散布する。物語の終盤でルーシーがアンナを倒した際に島ごと崩壊した。
佐世保ベクター研究所
長崎県佐世保市にあるディクロニウスのベクターのメカニズムを研究する研究所。ウイルス研究所側の不穏な行動に薄々と気づいており、事前に間者を送り、有事の際を想定してベクターのメカニズムの研究結果を元にベクタークラフトと呼ばれる対ジルペリット用秘密兵器を作り上げる。
ベクタークラフト
佐世保ベクター研究所が開発した特殊兵器。ベクター生成器官を培養、肥大化しベクターから発振される高周波を位相で察知、同様の高周波を反転したものを出力し打ち消すことで無効化するベクターキャンセラーを持つ。振動に弱いという欠点を持ち、複数人の搭乗が必須。
海自第1護衛艦隊へ運搬を依頼した統合幕僚会議長から、連載時(90話)には「箱舟」、コミックス(11巻92話)では「盾」と称される。原作のみ登場。
角沢一族
本作の発端ともいえる一族。本編で公式に該当するのは角沢長官、角沢教授、角沢アンナの3名。
先祖代々卓越した頭脳と頭部の角を特徴とし、その角ゆえに人々から「鬼」と疎まれ、「角」沢という名字を押し付けられた。彼等は自分達がディクロニウスの子孫であり、「ホモサピエンスとの交配を繰り返した結果、角以外の特徴を失った」と考えていたが、最終的にはルーシーにそれらの説を「ディクロニウスではなくただの人間。その角は単なる骨の異常」と一蹴された。
命の泉（レーベンスボルン）
2つの意味があり、1つは「ディクロニウスが世界に繁栄した後の世界」。もう1つはベクターウイルス研究所地下2000mに位置する地底湖。地底らしからぬ明るさ、湖周辺の無数の小さな石柱、常人が踏み入れると鼻血を出すなど不気味な場所である。かつては「鬼ヶ島」という名前で呼ばれていた。
地底らしからぬ明るさと常人が踏み入れると鼻血を出すのは湖周辺が放射能で満ちているため。かの地に追いやられ、時を経てこの場所の特殊性に気付いた角沢一族は長い時間をかけて突然変異による先祖帰りを試みるが、その後放射能の影響で畸形の子供ばかりが生まれるようになり、最終的に彼らが得られたのは放射能への耐性だけだった。なお、湖周辺の無数の小さな石柱は畸形達の墓標である。原作にのみ登場。
分裂
大学の講義でにゅうを見た角沢教授が言った言葉。後に蔵間も同様の発言をしている。
分裂を起こすと一時的に知能が著しく後退する現象が見られ、にゅうの様に小さい子供程度の知能レベルと会話能力になってしまうが、その代わりディクロニウスやジルペリットとしての気配は完全に消す事が出来る。
この現象に個体差や発現の有無は不明だが、角や頭部へのダメージを受けた時にこの現象が描かれる事が多い。
8年前（原作では1994年、アニメ版では1996年）の事件
1. 本編開始の8年前、養護施設で起こった少年少女4人の惨殺死体から始まった連続殺人事件のこと。
2. 同じく本編開始の8年前にコウタが鎌倉から北海道に帰る日の夜、江ノ電の車内で起きたカナエとカナエの父親の惨殺事件。

どちらの事件もルーシーが起こしたもので、連続殺人事件はルーシーが養護施設の子供達を殺して施設から逃げた後、宿を得るために家の住民を殺していたことで起こったもの。カナエと父親の惨殺事件は登場人物紹介のルーシーの項にもある通り、コウタに裏切られたと勘違いしたルーシーがDNAの声に従ってコウタの目の前でカナエとコウタの父を殺したというのが真相。
丸正百貨店主催『高田幸恵絵画展』（原作のみ）
本編開始の3年前（1999年）に鎌倉の丸正百貨店で開催されるはずだった絵描きの少女(愛子)の母親の個展。前の晩に個展の会場である事件が起こり、隠蔽工作のためウイルス蔓延と称して翌日以降閉鎖された。研究所に拘束される前のルーシーが関与しており、この事件がきっかけでルーシーは研究所に発見され拘束された。最終話の1コマで『高田愛子絵画展』を同百貨店が開催しているポスターが貼ってあり、事件後も同百貨店が存続していたことが確認されている。

## 舞台
本作品は神奈川県鎌倉市を舞台としており、いくつかのシーンは実在する場所で展開されている。物語終盤では神奈川県藤沢市内の江の島も登場している。特にアニメ作品では詳細なロケーションハンティングが行われており、鎌倉市の多くの場所や風景が正確に描画されている。

## 批評
作家の小森健太朗は、社会や家族をめぐるドラマがストーリーから排除されていることから、本作をセカイ系作品のひとつとして位置づけた上で、「いわば内破をもくろんだ批評的な作品」であると評価している。多くのセカイ系作品では、ヒロインの戦闘美少女が繰り広げるバトルが、多くの巻き添えの犠牲者を出している可能性について踏み込んでいない。しかし本作のヒロインであるルーシー（にゅう）は破滅から世界を守る存在ではなく、世界を破滅に追いやる危険性のある存在として設定され、非日常のバトルが平穏な日常生活を脅かす必然性と向き合った作品となっている。そしてこれは同じくセカイ系の想像力をベースにしつつも、「日常の学園生活」と「非日常のバトル」を巧妙な設定で隔離して描くことで高い娯楽性を実現した、『灼眼のシャナ』と対照的であるとしている。

## 単行本
- エルフェンリート 1巻 - 2002年10月23日発行 ISBN 4-08-876358-0
- エルフェンリート 2巻 - 2002年12月16日発行 ISBN 4-08-876379-3
- エルフェンリート 3巻 - 2003年2月24日発行 ISBN 4-08-876406-4
- エルフェンリート 4巻 - 2003年5月24日発行 ISBN 4-08-876446-3
- エルフェンリート 5巻 - 2003年8月24日発行 ISBN 4-08-876477-3
- エルフェンリート 6巻 - 2003年11月24日発行 ISBN 4-08-876513-3
- エルフェンリート 7巻 - 2004年3月24日発行 ISBN 4-08-876579-6
- エルフェンリート 8巻 - 2004年7月21日発行 ISBN 4-08-876638-5
- エルフェンリート 9巻 - 2004年10月24日発行 ISBN 4-08-876696-2
- エルフェンリート 10巻 - 2005年3月23日発行 ISBN 4-08-876764-0
- エルフェンリート 11巻 - 2005年8月24日発行 ISBN 4-08-876838-8
- エルフェンリート 12巻 - 2005年11月23日発行 ISBN 4-08-876884-1

## テレビアニメ

### CS帯
2004年7月25日からCS放送局のアニメシアターXで放送されたが、過激な暴力描写のため一部シーンの修正のほか、15歳未満視聴禁止のペアレンタルロックがなされた。また、本編の放送前に、暴力・残酷描写の存在と、15歳未満の視聴を控える旨の警告テロップが30秒という異例の長さで表示された。
AT-Xで放送された番組宣伝ではユカ視点の萌えバージョン（ナレーション：能登麻美子）とルーシー視点の残虐バージョン（ナレーション：細井治）の2タイプが存在した。
DVD発売以降に何度か行われた再放送でも、長らくアスペクト比4:3のソースが使用されていたが、2022年5月のAT-Xの再放送で16:9のHD版が使用され、映像特典の番外編「通り雨にて…」も初オンエアとなった。
制作は16:9で行われている為、TVオンエア版ではレイアウト的に見切れているシーンも散見される。

### UHF帯
発売記念ダイジェスト版
tvkなどで2004年10月に「DVD発売記念」と題し、DVDに収録された1、2話から残酷描写をカットしたダイジェストを放送した。
地上波版
2005年4月3日からAT-X版の修正を更に厳しく、一部シーンをカットした地上波版をtvk・ちばテレビ・テレビ埼玉・サンテレビにて放送。また4話の四肢切断のシーンと11話の実験のシーンは作中でも1、2を争う程惨いシーンのため地上波での放送は不可能とみなしカットした結果、尺が足らずに次の回の冒頭または前半部のダイジェストを流した。

### DVD
全7巻 (1st-7th.Notes) がVAPから販売されている。最終巻 (7th.Note) にはテレビでは放送されていない番外編（新作）が収録されている。
アニメシアターXの放送では上記の視聴制限だけでなく、過激なシーンに対してはフラッシュをかぶせたり、画面を暗くする修正処理が行われたが、アニメDVD（国内販売）には無修正版が収録されている。しかし、販売に際しては特に年齢制限は設けられていない。パッケージには過激な暴力シーンの収録と購入への注意事項が記載されている。
オンエア時は画面左右をカットした4:3での放送だったが、DVD、BDではトリミングなしの16:9で収録されている。

### Blu-ray BOX
全13話＋番外編をHDリマスタリングを施し、BD3枚に収録。 販売はVAP。
特典として、サウンドトラック(CD1枚)を同梱。DVD 1st Notes CD付き初回限定盤のものとは収録内容が異なる。
ブックレットには、原作者の岡本倫によるコメントと、描き下ろし漫画「エルフェンリート特別版」を収録。
内容や登場人物はアニメ版に準拠したもので、由比ヶ浜への海水浴と花火大会といった平和な日常の一コマを描いたものである。

### スタッフ
- 原作 - 岡本倫（集英社/週刊ヤングジャンプ連載）
- 監督 - 神戸守
- シリーズ構成・脚本 - 吉岡たかを
- キャラクターデザイン・総作画監督 - きしもとせいじ
- メカデザイン - 大河広行
- 美術設定 - 青木智由紀
- 美術監督 - 伊藤聖
- 色彩設計 - 中田亮大
- 撮影監督 - 白井久男
- 編集 - 瀬山武司
- 音響監督 - 清水勝則
- 音楽 - 小西香葉、近藤由紀夫
- プロデューサー - 田村学、森尻和明、越中おさむ
- 制作 - ARMS
- プロデュース - ジェンコ
- 製作著作 - バップ、ジェンコ

### 放送局
スペシャルダイジェスト
- 千葉テレビ 10月3日 日曜 24時00分 - 24時30分
- テレビ埼玉 10月3日 日曜 25時05分 - 25時35分
- サンテレビ 10月4日 月曜 24時00分 - 24時30分
- 三重テレビ 10月4日 月曜 25時30分 - 26時00分
- tvk 10月5日 火曜 24時35分 - 25時05分

地上波版
- 千葉テレビ 4月3日 日曜 23時30分 -
- テレビ埼玉 4月3日 日曜 25時05分 -
- tvk 4月4日 月曜 24時45分 -
- サンテレビ 4月5日 火曜 24時00分 -

### 音楽
音楽は近藤由紀夫と小西香葉が担当している。

#### 主題歌
オープニングテーマ「LILIUM」
作詞・作曲・編曲 - 小西香葉、近藤由紀夫
歌詞にラテン語が用いられている。"lilium" はラテン語でユリのこと。キリスト教文化において、ユリ（特に白百合）は女性の純潔の象徴であり、聖母マリアのシンボルである。
歌詞と意訳は、Blu-ray BOXのライナーノーツに記載された。
歌詞がラテン語であり聖書からの引用も多いため、アニメソングの枠を超えて海外に広まり、カトリックやプロテスタント、正教会など宗派を超えて教会関係者の間で賛美歌のひとつとして歌われるようになった。この広がりはNHKのテレビニュースにも取り上げられた。
エンディングテーマ「be your girl」
作詞 - 日向めぐみ / 作曲・編曲 - 加藤大祐 / 歌 - 河辺千恵子
オープニングとエンディングに使われている絵画は、グスタフ・クリムトによるものを元にしている。

#### サウンドトラック
サウンドトラックはエルフェンリートDVD 1st.Note初回版にのみ封入されたもの、Blu-ray BOXに封入されたものの2種が存在する。
それぞれで収録内容が違い、以下の収録曲タイトルに*をつけたものは、そのCDのみに収録されたものである。
なお、EDテーマ曲「be your girl」と、作中のキーアイテムである「LILIUM」のオルゴールバージョンは、これらのサントラCDには未収録である。
DVD 1st.Note初回版ver.
1. LILIUM 〜opening version〜
2. 渇望
3. 深海
4. 花容
5. 閃光*
6. 揺籃
7. 浄罪
8. 輪廻
9. 約束
10. 剥離*
11. 虚空
12. 陽光*
13. 螺旋
14. 雨露
15. LILIUM 〜saint version〜

Blu-ray BOX Ver.
1. LILIUM 〜opening version〜
2. 渇望
3. 深海
4. 虚空
5. 輪廻
6. 回想*
7. 約束
8. 揺籃
9. LILIUM 〜saint version〜
10. 花容
11. 浄罪
12. 雨露
13. 苦悩*
14. 憧憬*
15. 螺旋
16. LILIUM 〜violin version〜*

このほか、DVDのメニュー画面では「LILIUM」のアレンジバージョンを編集したものが使用されている。また、BDのメニュー画面では「LILIUM 〜opening version〜」が使用されている。
- - Lilium（Saint & Instrument Remix）
  - 前半が女声、後半から男声、そして演奏、最後の方がオルゴール演奏といった感じである。

アニメ本編で使用されたものとは別に、MOKA☆（近藤由紀夫と小西香葉のユニット名）名義で制作された複数の「LILIUM」のセルフリアレンジバージョンや、MOKA☆プロデュースによる混声四部合唱バージョンなどがCD化・楽譜化されている。
また、2022年 上記の特典CDとは別に MOKA⭐︎によるエルフェンリートのサウンドトラックの自主製作盤『ELFEN LIED MOKA☆ Produce Music』の制作発表がMOKA⭐︎のTwitterアカウント やYouTubeチャンネル等で行われた。
内容は劇中音源の収録ではなく、全曲新録・リアレンジによるセルフカヴァーアルバムとなり、過去のサントラでは未収録であった、LILIUM full versionやオルゴールVer.も収録される。アレンジに伴い各曲名も一新されている。
2023年、5月にGRAPEFRUIT MOONで行われたCD完成記念のトークショー＆視聴会を経て、8月17日発送の予定となっている。

#### オルゴール
ヤングジャンプ連載100回記念の読者プレゼントの1つとして、「LILIUM」のオルゴールが製作され、10名にプレゼントされた。
2022年現在、日本電産サンキョーオルゴールから、「LILIUM」の一節を収録した、18弁、23弁、30弁のシリンダータイプの3種のムーブメントが販売されている。

### 各話リスト
| 話数 | サブタイトル（ドイツ語題）                                               | 絵コンテ   | 演出       | 作画監督                          |
| ---- | ------------------------------------------------------------------------ | ---------- | ---------- | --------------------------------- |
| 1    | 邂逅（BEGEGNUNG）                                                        | 神戸守     | 神戸守     | 武藤技闇                          |
| 2    | 掃討（VERNICHTUNG）                                                      | 渡辺純央   | 渡辺純央   | 服部憲知                          |
| 3    | 胸裡（IM INNERSTEN）                                                     | 佐土原武之 | 佐土原武之 | 嶋田俊彦                          |
| 4    | 触撃（AUFEINANDERTREFFEN）                                               | 岩永彰     | 岩永彰     | Yang Kwang Suk                    |
| 5    | 落掌（EMPFANG）                                                          | 大西景介   | 大西景介   | 服部憲知                          |
| 6    | 衷情（HERZENSWÄRME / HERZENSWAERME）                                     | あべたつや | 静野孔文   | 武藤技闇                          |
| 7    | 際会（ZUFÄLLIGE BEGEGNUNG / AUFAELLIGE BEGEGNUNG）                       | 渡辺純央   | 渡辺純央   | 深澤学                            |
| 8    | 嚆矢（BEGINN）                                                           | 佐土原武之 | 佐土原武之 | 嶋田俊彦                          |
| 9    | 追憶（SCHÖNE ERINNERUNG / SCHOENE ERINNERUNG）                           | 岩永彰     | 岩永彰     | 澤崎誠                            |
| 10   | 嬰児（SÄUGLING / SAEUGLING）                                             | 大西景介   | 大西景介   | 服部憲知                          |
| 11   | 錯綜（VERMISCHUNG）                                                      | あべたつや | 草川啓造   | 武藤技闇、阿部達也                |
| 12   | 泥濘（TAUMELN）                                                          | 渡辺純央   | 渡辺純央   | 深澤学、服部憲知 細山正樹、森田実 |
| 13   | 不還（ERLEUCHTUNG）                                                      | 神戸守     | 神戸守     | きしもとせいじ                    |
| 14   | 通り雨にて 或いは、 少女はいかにしてその心情に至ったか? （REGENSCHAUER） | 神戸守     | 神戸守     | きしもとせいじ                    |

- 第14話はDVD7th.Note収録の番外編であり、時期としては11話AパートとBパートの間。DVDパッケージ表示では10話AパートとBパートの間となっている。
- 独語表記はワイド版放送時からウムラウト無し代替表記に変更されている（Ä → AE、Ö → OE）

### アニメと原作の相違
アニメ版と原作における最大の相違点は「妖精の歌・エルフェンリート」の有無にある。フーゴ・ヴォルフの歌曲「妖精の歌・エルフェンリート」は同名の別の作品。この歌曲名はドイツ語で『妖精の歌』の意味を持ち、原作5巻でノゾミがにゅうに教えたことが終盤になってようやく形となって現れた。しかし、アニメ化決定が発表された2004年1月の時点では日の目にすら当たらない状態であり、1クール13話の尺に収めるためキリのいい7巻までの内容でルーシーの「救済」とコウタの「記憶」にスポットを当てている。
そのため企画段階当時原作での活躍が見当たらず、今後の展開によってはどのような行動を起こすのかすらわかっていない不確定要素のノゾミと『エルフェンリート』は除外された。代わりとしてアニメOP曲『LILIUM』のオルゴールを2人を繋ぐ道具として出すことでアニメ最終話の和解へと繋げられた。アニメ版で使用されるクシシュトフ・ペンデレツキの様式模倣と、ヴォルフの歌曲の性格があまりにもつりあわない事情も考慮された。
雑誌アニメスタイルVOL2における神戸吉岡対談にて神戸監督は第2部の製作については否定している。また、原作者の岡本倫は、海外のファンから「セカンドシーズンはないのですか?」という質問メールが来ることを2007年8月8日にホームページ上で明かしているが、その時点では第2部製作の予定は無いと述べている。
このほかキャラクターにも相違があり、原作での蔵間はマリコの死後坂東に自殺を阻止され引きこもりに近い症状となったが、アニメ版の蔵間は自分の意志でマリコの爆発に巻き込まれ生死不明という形で決着がつけられた。更にルーシーに関しても原作ではマリコの爆発の際に爆風の影響で角が折れしばらくルーシーは目覚めることはなかったが、アニメではマリコの死後自分を狙う警官隊と対峙して生死不明となり（この時銃撃で角が折れる描写がある）、最後の場面で楓荘の玄関にルーシーらしき影が現れるという終わり方になっている。なおこの時現れた影はにゅうか、ルーシーか、DNAか、その他かについては視聴者の想像に任せる形で締められている。
細かい所では、6話終盤の漂流用ポッドはナナが読み書きができない事を考慮して手紙から録音した音声に変更されているなど、原作における問題を解消している。

### その他
- 次回予告のナレーションでは具体的な出来事・登場人物名が全く触れられず、内容が抽象的に描かれるだけという形になっている。
- 効果音においても凝られており、特に残虐シーンで使用される骨が砕ける音と肉が引き千切れる音が合わさった効果音は作品の持つグロテスクさを効果的に上げている（『BLOOD+』、アニメ版『ひぐらしのなく頃に』にもこの効果音が使われている）。
- 第1話アフレコ前のカッティング作業が行われた瀬山編集室において、アニメーション編集技師の瀬山武司はプロデューサーの越中おさむと監督の神戸守に対して、内容があまりに過激であると叱責したという[15]。